# ザ・グレート・ウエスタン
『ザ・グレート・ウエスタン』(The Great Western)は、イギリスのロックバンド、マニック・ストリート・プリーチャーズのフロントマンであるジェームス・ディーン・ブラッドフィールドのソロデビューアルバム。2006年7月24日にリリース。

## 収録曲
特筆ない限りジェームス・ディーン・ブラッドフィールドの作詞作曲
1. ザッツ・ノー・ウェイ・トゥ・テル・ア・ライ "That's No Way to Tell a Lie" - 3:08
2. アン・イングリッシュ・ジェントルマン "An English Gentleman" - 3:05
3. バッド・ボーイズ・アンド・ペインキラーズ "Bad Boys and Painkillers" - 3:49 （作詞：ニッキー・ワイアー）
4. オン・サタデイ・モーニング・ウィー・ウィル・ルール・ザ・ワールド "On Saturday Morning We Will Rule the World" - 3:17
5. ラン・ロメオ・ラン "Run Romeo Run" - 3:24
6. スティル・ア・ロング・ウェイ・トゥ・ゴー "Still a Long Way to Go" - 3:50 （作詞：ブラッドフィールド、ジョン・ニーヴン）
7. エミグレイ "Émigré" - 3:29 （作詞：ブラッドフィールド、ジョン・ニーヴン）
8. トゥ・シー・ア・フレンド・イン・ティアーズ "To See a Friend in Tears" - 3:38 （ジャック・ブレルのカバー）
9. セイ・ハロー・トゥ・ザ・ポープ "Say Hello to the Pope" - 3:24
10. ザ・ロング・ビギニング "The Wrong Beginning" - 3:15
11. ウィッチ・ウェイ・トゥ・キフィン "Which Way to Kyffin" - 2:57
12. デイズ・スリップ・アウェイ "Days Slip Away" （日本盤ボーナストラック）

## 演奏
- James Dean Bradfield – lead vocal, backing vocals, lead guitar, rhythm guitar, bass, drums
- Alex Silva – bass
- Nick Nasmyth – keyboards
- Nick Dewey – drums
- Dafydd Ieuan – drums
- Alistair Hamer (Sweet Billy Pilgrim) – drums
- Greg Haver – drums, keyboards
- Dave Eringa – keyboards
- Padlock McKiernan – tin whistle, kazoo